# Valeria Bruni Tedeschi
Valeria Bruni Tedeschi, também grafado como Bruni-Tedeschi, (Turin , 16 de novembro de 1966) é uma atriz, roteirista e cineasta ítalo-francesa.

## Biografia
Nasceu em uma família rica de Turim. Filha de Alberto Bruni Tedeschi, um industrial e compositor clássico e Marisa Borini, atriz e pianista italiana. Aos nove anos mudou-se para Paris por medo de sequestro e, posteriormente, do terrorismo praticado pelo grupo Brigadas Vermelhas.
Em Nanterre, frequentou o curso de teatro na Ecole des Amandiers, onde conheceu Patrice Chéreau, que a ajudou a fazer sua estreia no cinema em 1987 com Hôtel de France, filme do qual Patrice era o diretor.Atuou em inúmeros filmes na Itália a partir de Storia di ragazzi e di ragazze de Pupi Avati, e ganhou duas vezes o Prêmio David di Donatello como Melhor Atriz, a primeira em 1996, pelo filme La seconda volta e em 1998 por La parola amore esiste, ambos dirigidos por Mimmo Calopresti.
Em 1993 atua em Les Gens normaux n'ont rien d'exceptionnel, dirigido por Laurence Ferreira Barbosa, o filme se torna um grande sucesso entre o público francês, e a atriz ganha o prêmio César de Melhor atriz revelação e também o prêmio de Melhor Atriz no Festival de Locarno.
Mas foi em França que sua carreira decolou a partir de 2000, com muitos papéis como protagonista, muitas vezes na pele de mulheres frágeis e atormentadas. É destaque sua atuação no filme 5 × 2, dirigido por François Ozon. Também participou de  Munique, de Steven Spielberg.
Em 2003 fez sua estreia como diretora em La vita come viene, claramente autobiográfico, com o qual ganhou o Prêmio Louis-Delluc de Melhor Filme de Estreia. Em 2007, Bruni Tedeschi dirigiu Actrices, que ganhou o Prêmio Especial do Júri  do Festival de Cannes daquele ano.
É irmã da modelo e ex-primeira-dama da França, Carla Bruni.

## Filmografia selecionada
- A Rainha Margot  (1994)
- Ceux qui m'aiment prendront le train (1998)
- Histoire d'eaux segmento de Ten Minutes Older (2002)
- Il est plus facile pour un chameau... (2003)
- 5 × 2 (2004)
- Munique (2005)